# 장위팅 (쇼트트랙 선수)
장위팅(중국어 간체자: 张雨婷, 정체자: 張雨婷, 병음: Zhāng Yǔtíng, 한자음: 장우정, 1999년 8월 4일~)은 중화인민공화국의 쇼트트랙 선수이다. 2022년 동계 올림픽 혼성 계주에서 우승한 중국 대표팀의 일원이다.